# John Lymbrick Esmonde
Sir John Lymbrick Esmonde, 14e baronnet, né le 15 décembre 1893 dans le village de Pontesbury dans le Shropshire et mort le 6 juillet 1958 à Dublin, est un homme politique et avocat britannique puis irlandais.

## Biographie
Il est l'aîné des six enfants issus du premier mariage de John Joseph Esmonde, médecin irlandais installé un temps en Angleterre avant de retourner avec sa famille en Irlande au début du XXe siècle. Il appartient à une branche secondaire d'une famille de grands propriétaires de la petite noblesse catholique irlandaise, active en politique. Le grand-oncle de John Lymbrick Esmonde est Sir John Esmonde, 10e baronnet, député libéral du comté de Waterford à la Chambre des communes du Parlement du Royaume-Uni des années 1850 aux années 1870. Son père, John Joseph Esmonde, est quant à lui élu député de Tipperary-nord avec l'étiquette du Parti parlementaire irlandais (PPI) en 1910.
John Lymbrick Esmonde est scolarisé en Allemagne et en Belgique puis devient en 1911 apprenti mécanicien naval à Belfast et à Liverpool. À l'entame de la Première Guerre mondiale, il se porte volontaire pour rejoindre l'Armée britannique, comme son père et bon nombre d'autres nationalistes irlandais modérés - d'autant qu'une loi a été adoptée pour accorder l'autonomie à l'Irlande à la fin de la guerre. Il est fait lieutenant dans le Régiment du Leinster, puis capitaine dans le 10e bataillon du régiment des Fusiliers royaux de Dublin. En 1915 son père, médecin dans le Corps royal médical de l'Armée, meurt de pneumonie et d'épuisement durant le service, ce qui entraîne une élection partielle pour son siège de député. À l'âge de seulement 21 ans, le jeune homme s'y présente sous les couleurs du PPI. Il est élu, et devient le plus jeune député en exercice à la Chambre des communes. Son demi-frère Geoffrey Esmonde, lui aussi engagé dans l'armée britannique, est tué au combat en 1916,.
Cette même année, John Lymbrick Esmonde participe à la répression par l'armée britannique de l'insurrection de Pâques, soulèvement violent orchestré à Dublin par des indépendantistes irlandais radicaux. À la fin de la Premier Guerre mondiale, voyant la radicalisation politique de la population irlandaise, il choisit de ne pas se représenter dans sa circonscription de Tipperary-nord aux élections législatives britanniques de 1918 ; le candidat du Sinn Féin, parti indépendantiste lié aux auteurs du soulèvement de Pâques, y est ainsi élu sans opposition. La guerre d'indépendance irlandaise éclate en 1919, au grand dépit du PPI favorable à une solution pacifique à la question de l'avenir de l'Irlande. Le PPI s'effondre, tandis que la majeure partie de l'Irlande obtient en 1922 son indépendance, devenant l'État libre d'Irlande. Délaissant la politique, John Esmonde étudie le droit aux King's Inns à Dublin et est appelé au barreau en 1921. Il pratique le métier de barrister (avocat).
En 1936, il se présente sans succès à une élection partielle dans la circonscription du comté de Wexford pour succéder à son cousin Sir Osmond Esmonde, 12e baronnet, au Dáil Éireann, la chambre basse du Parlement irlandais. Il remporte toutefois ce siège, sous les couleurs du parti Fine Gael, aux élections législatives de 1937. Cette même année, il obtient une compensation financière pour reconstruire son manoir familial de Ballynastragh House, dans le Wexford, incendié par les nationalistes radicaux (les républicains) durant la guerre civile irlandaise de 1922-1923. En février 1943, il hérite de son cousin Sir Laurence Esmonde le titre de 14e baronnet Esmonde, titre créé en 1629 par Charles Ier pour récompenser Sir Thomas Esmonde pour son soutien militaire au siège de La Rochelle. John Esmonde perd son siège aux élections de 1944, mais le retrouve à celles de 1948. À la suite de ces dernières, Seán MacBride, le chef du parti républicain Clann na Poblachta, le propose comme Taoiseach (Premier ministre) d'un gouvernement de coalition, arguant que n'ayant pas pris part à la guerre civile il devrait être un candidat acceptable pour les partis issus des camps opposés durant ce conflit. Le parti Fine Gael lui-même ne le soutient toutefois pas, et John Esmonde démissionne du parti en 1950, dénonçant sa direction autoritaire. Il siège quelques mois comme membre sans étiquette de la majorité parlementaire du gouvernement de John Costello (Fine Gael). Quand le parti décide de présenter son propre frère Anthony contre lui dans sa circonscription aux législatives de 1951, il renonce à se représenter,,.
Il se consacre dès lors à sa carrière d'avocat, et est notamment l'avocat du poète et romancier Patrick Kavanagh lorsque celui-ci porte plainte en 1954 pour diffamation contre le journal The Leader - défendu avec succès par John Costello, qui n'est alors plus Premier ministre. Cette même année, il est également l'avocat de l'assassin Michael Manning, la dernière personne à être exécutée en Irlande. Passionné de jardinage, il est membre du club du parc St Stephen's Green de Dublin. Marié mais sans enfant, il meurt subitement en juillet 1958 dans une maison de retraite à Dublin.